# Barthélemy Vieillevoye
Barthélemy Vieillevoye, né le 5 février 1798 à Verviers et mort le 30 juillet 1855 à Liège, est un peintre belge.
Formé à l'académie des beaux-arts d'Anvers par Mathieu-Ignace Van Brée (1816), il effectue un séjour à Paris en 1824. Il est actif à Anvers, puis à Verviers. En 1836, il est le premier directeur de l'académie des beaux-arts de Liège (fondée en 1835) ; Auguste Chauvin lui succède en 1855.
Il est inhumé au Cimetière de Robermont à Liège.

## Œuvres
- 1826 : Portrait d'homme assis devant sa bibliothèque, (collection privée).
- 1828 : 
  - Portrait de J.A. van der Ven, Noordbrabants Museum, à Bois-le-Duc.
  - Portrait du violoniste Henri Vieuxtemps, Musées communaux, à Verviers.
  - Scène de déluge, (collection privée)
- 1829 : 
  - Le remords de Caïn, Musées communaux, à Verviers.
  - Autoportrait, Musées communaux, à Verviers.
- 1836 : Botteresses agaçant un braconnier, à La Boverie, à Liège.
- 1840 : Pierre de Bex, bourgmestre de Liège, résistant aux supplications de sa famille et refusant de demander grâce, (tableau perdu)
- 1842 : Un épisode du sac de Liège par Charles le téméraire en 1468, à La Boverie, à Liège.
- 1845 : La Cananéenne aux pieds du Christ, Salon de Bruxelles de 1845[2].
- 1845 : Une famille juive pleurant sur les ruines de Jérusalem, Salon de Bruxelles de 1845[2].
- 1848 : Portrait d'Érard de La Marck, au Palais provincial, à Liège.
- 1850 : Le prince-évêque Notger, au Palais provincial, à Liège.
- 1851 : L'assassinat de Sébastien La Ruelle, bourgmestre de Liège, à La Boverie, à Liège.

## Élèves de Barthélemy Vieillevoye, à l'Académie de Liège
- Jean-Mathieu Nisen
- Victor Fassin
- Charles Soubre

## Honneurs
- Chevalier de l'ordre de Léopold (1er décembre 1845)[3].
- Place Barthélemy Vieillevoye, à Liège.